# Miller (Nebraska)
Miller je selo u američkoj saveznoj državi Nebraska. Prema popisu stanovništva iz 2010. u njemu je živjelo 136 stanovnika.